# Arthur Lanc
Arthur Lanc (* 20. März 1907 in Wien; † 20. Mai 1995 in Gmünd, Niederösterreich) war Amtsarzt in Gmünd und für die Betreuung aller jüdischen Zwangsarbeiter im Raum Gmünd zuständig. Diesen durften allerdings keine Medikamente verabreicht werden. Lanc zweigte dennoch gemeinsam mit dem Tierarzt Krisch ihnen zugeteilte Arzneimittel für die Juden ab und war zudem drei Juden behilflich, aus einem Lager in Gmünd zu fliehen. So gelang es denen, in einem Versteck auf dem Dachboden der Weißgerberei Weißensteiner in Hoheneich den NS-Terror zu überleben. Lanc erhielt dafür zusammen mit seiner Frau Maria Lanc von Yad Vashem den Ehrentitel „Gerechter unter den Völkern“. Im Jahr 2016 wurde in Wien-Leopoldstadt (2. Bezirk) der Lancplatz nach ihm und seiner Frau benannt. In Gmünd wurde die Dr.-Arthur-Lanc-Straße ⊙ nach ihm benannt.

## Mitgliedschaft
Lanc war Mitglied der katholisch österreichischen Studentenverbindung Donaumark Wien (Mittelschüler-Kartell-Verband) und der katholisch österreichischen Hochschulverbindung Nordgau Wien (Österreichischer Cartellverband).